# Stranizza
Stranizza è un romanzo di Valerio la Martire pubblicato la prima volta nel 2013. Il romanzo si ispira ad un fatto di cronaca del 1980, il delitto di Giarre. 
L'edizione del 2016 ha ricevuto il patrocinio di Amnesty International.
Nel 2023 il romanzo viene edito da Rizzoli.
Nel 2025 viene tradotto in lingua ceca e pubblicato dalla casa editrice Meridione con il titolo Podivnost.

## Trama
Sicilia, inizio dell'estate del 1980. Nino Scalia è un ragazzo di 16 anni che aiuta il padre alle fiere di paese. Marco Accordino è un ragazzo che vive con la madre e lavora nel negozio del padre, con cui ha un rapporto conflittuale. Nino e Marco si incontrano per caso e tra di loro nasce una grande amicizia. 
Quando il padre di Nino rimane costretto a letto per un problema di salute, Nino e Marco lo sostituiscono e iniziano a girare insieme le fiere di paese. 
La canzone Stranizza d'amuri di Franco Battiato fa da cornice allo loro amicizia che si trasforma ben presto in amore. 
Tra una fiera e l'altra i due ragazzi si rifugiano negli agrumeti, sulle sponde di un fiume o nella vicina Catania, distanti dagli sguardi delle pettegole e dei bulli del bar.
Il loro amore non passa inosservato e quando il pettegolezzo arriva alle loro famiglie, i due ragazzi si ritrovano travolti dall'odio di un intero paese.

## Edizioni
- Valerio la Martire, Stranizza, Bakemono Lab., 2013, ISBN 978-88-904957-9-3.
- Valerio la Martire, Stranizza, collana DMBlanco, David and Matthaus, 2016, ISBN 978-88-6984-078-4.
- Valerio la Martire, Stranizza, Rizzoli, 2023, ISBN 978-8817159241.
- (CS) Valerio la Martire, Podivnost [Stranizza], traduzione di Monika Štefková, Meridione, 2025, ISBN 978-80-53037-03-7.